# Morpho faivrei
Morpho faivrei är en fjärilsart som beskrevs av Le Moult 1933. Morpho faivrei ingår i släktet Morpho och familjen praktfjärilar. Inga underarter finns listade i Catalogue of Life.